# Shih-Wei Chen
Shih-Wei Chen es un concertista de piano taiwanés nacido en 1985.

## Biografía
Shih-Wei Chen nació en la ciudad de Taoyuan (Taiwán, República de China), el 27 de diciembre de 1985. Comenzó sus estudios de piano a la edad de ocho años, obteniendo ya algunos premios. Cursó sus estudios musicales en el Hochschule für Musik und Theater de Hannover, Alemania, donde marchó con dieciséis años de edad y donde reside. Sus profesores fueron Matti Raekallio (2005-2008) y Martin Doerrie. Continua en dicho centro desde 2010 con el profesor Einar Steen-Noekleberg.
Desde marzo de 2005 recibió clases en la Academia Internacional de Piano Hamamatsu de Japón, con los profesores Arie Vardi, Micheal Beroff, Piotr Paleczny y Hiroko Nakamura.
Ha dado recitales en Taiwán, Alemania o Estados Unidos.

## Premios
- Primer premio en el Concurso de Piano Público de Tauyuan
- Tercer premio en el Concurso Nacional de Piano de Taiwán
- Premiado en el Concurso Nacional de Música de Cámara de Taiwán en las categorías de trío con piano y quinteto con piano
- Primer premio en el Concurso de Música “Jugend Musiziert” de Alemania, dúo, en 2003
- Segundo premio en el Concurso Internacional de Piano “Grotian-Steinweg” de Brausweig, Alemania, en 2004
- Primer premio en el Bruno-Frey Musikpreis and a scholarship, mayo de 2005
- Tercer premio en el Concurso Internacional de Piano Franz Liszt, 2005
- Segundo premio en el Concurso Internacional de Piano “Mauro Paolo Monopoli”, 2008
- Tercer premio en el I Concurso Internacional de Piano de Hanói, 2010
- Primer premio del XXXI Concurso Internacional de Piano Delia Steinberg, Madrid, España, 2012[1][2]

## Grabaciones
- Concierto para piano nº 1 de Franz Liszt con la Orquesta Sinfónica Nacional (NSO) de Taiwán
- Concierto para piano nº 2 de Franz Liszt con la Orquesta Filarmónica de Taipéi
- Beethoven, Chopin, Liszt, piano solo, EMI Asia, 2007[3]